# Tigris y Éufrates
Tigris y Éufrates es un juego de estilo europeo diseñado por Reiner Knizia y publicado por primera vez en 1997 por Hans im Glück. Ya antes de su lanzamiento, los jugadores lo esperaban con expectación pues se rumoreaba que sería un «juego para jugadores», es decir, para personas con cierta experiencia en los juegos de mesa. Tigris y Éufrates ganó el primer premio en el Meeples Choice Award de 1997 y en el Deutscher Spielepreis de 1998.Su edición en español ganó el premio Juego del Año 2014. 
El juego está diseñado para dos, tres o cuatro personas. Considerado por muchos como la obra maestra de Reiner Knizia, Tigris y Éufrates se ambienta en la antigua media luna fértil, donde los jugadores construyen civilizaciones mediante la colocación de fichas. Se les asignan cuatro líderes diferentes: agricultura, comercio, religión y gobierno. Los líderes se utilizan para obtener puntos de victoria en estas mismas categorías. Los conflictos surgen cuando las civilizaciones se conectan en el tablero (es decir, conflictos externos), en los que solo un líder de cada tipo sobrevive. Los líderes también pueden ser reemplazados dentro de una civilización mediante conflictos internos.
El tablero es un mapa de los dos ríos, marcado con una cuadrícula. Hay cuatro tipos de fichas con sus respectivos líderes: templos y sacerdotes (rojo), granjas y granjeros (azul), mercados y comerciantes (verde) y asentamientos y reyes (negro). El juego comienza con diez fichas de templo aisladas ya colocadas en el tablero. Los jugadores colocan fichas y líderes en el tablero, creando y expandiendo regiones y reinos. Se pueden construir monumentos en el tablero colocando cuatro fichas del mismo color en un patrón cuadrado.
Dos líderes del mismo tipo no pueden coexistir en el mismo reino. Los conflictos internos se producen cuando los jugadores añaden un segundo líder de un tipo a un reino. Los conflictos externos se producen cuando los jugadores juegan fichas para fusionar dos reinos existentes.
Durante el juego, los jugadores acumulan puntos en cada uno de los cuatro colores al jugar fichas, resolver conflictos y controlar monumentos. Tras la ronda final, cada jugador clasifica sus puntos por color, incluyendo los "tesoros" adquiridos, que cuentan como el color que desee. La puntuación al final de la partida se corresponde con la cantidad de puntos en la categoría más débil, lo que anima a los jugadores a no especializarse demasiado.

## Versiones y juegos derivados
A partir de la edición de Mayfair de 2008, Tigris y Éufrates incluyó un tablero de juego de doble cara y componentes adicionales para una versión avanzada. Esta "expansión de zigurat", inicialmente lanzada como artículo independiente en Alemania para quienes ya tenían el juego base, consiste en un monumento especial que ocupa cinco casillas del tablero. El monumento se puede construir si un jugador tiene una cruz de cinco fichas de civilización del mismo color; para ello, descarta esas cinco fichas y las reemplaza con los marcadores de zigurat, colocando una torre de zigurat en la casilla central. Los cinco marcadores de zigurat no se pueden destruir. Todas las reglas sobre monumentos se aplican también al monumento de zigurat. Si tu rey está dentro del reino del zigurat, obtendrás un punto de victoria del color que elijas al final de tu turno.
Knizia utilizó posteriormente el mecanismo de equilibrar puntuaciones y evitar la sobreespecialización como base para su juego Ingenious. Tigris y Éufrates forma parte de lo que a veces se denomina la «trilogía de colocación de losetas» de Reiner Knizia .
En 2005 Knizia lanzó la versión como juego de cartas Euphrates & Tigris: Contest of Kings.